# Leoncjusz (Stasiewicz)
Leoncjusz, imię świeckie Lew Fomicz Stasiewicz (ur. 19 lutego?/2 marca 1884 w Tarnogrodzie, zm. 9 lutego 1972 w Michajłowskim) – duchowny Rosyjskiego Kościoła Prawosławnego, archimandryta, jeden z Soboru Świętych Nowomęczenników i Wyznawców Rosyjskich. 
Pochodził z rodziny chłopskiej z Tarnogrodu. W wieku dwudziestu sześciu lat wstąpił do monasteru św. Onufrego w Jabłecznej, tam też przyjął święcenia diakońskie i kapłańskie. W 1915 razem z innymi mnichami udał się na bieżeństwo do Moskwy. W latach 1922–1923 był przełożonym monasteru Przemienienia Pańskiego i św. Eutymiusza Suzdalskiego w Suzdalu. Następnie pełnił funkcje proboszcza w parafiach w Suzdalu, Woroncowie, Michajłowskoje, Jełchowce i ponownie w Michajłowskoje. Trzykrotnie skazywany na karę łagru pod zarzutami agitacji kontrrewolucyjnej i organizowania antyradzieckich stowarzyszeń, spędził w obozach lata 1930–1933, 1935–1938 i 1950–1955. W 1989, pośmiertnie, został całkowicie zrehabilitowany. 
Uznany jeszcze za życia za świętego starca, obdarzonego darami uzdrawiania i przepowiadania przyszłości, został kanonizowany przez Rosyjski Kościół Prawosławny z zezwoleniem na kult lokalny w eparchii iwanowo-wozniesieńskiej w 1999; w 2000 kult ten stał się dozwolony w całym Patriarchacie Moskiewskim. Archimandryta Leoncjusz jest również czczony w Polskim Autokefalicznym Kościele Prawosławnym; głównym ośrodkiem jego kultu w Polsce jest Tarnogród.

## Życiorys

### Młodość
Był jedynym synem Katarzyny i Tomasza Stasiewiczów, głęboko religijnych prawosławnych chłopów zamieszkujących w Tarnogrodzie. Jego wuj Adam był duchownych prawosławnym, posiadał godność protojereja. Jak wspominał przyszły duchowny, w okresie jego dzieciństwa w ich domu wielokrotnie zatrzymywali się na nocleg pielgrzymi, którzy opowiadali mu o odwiedzanych sanktuariach i czczonych w nich świętych. Według Jarosława Charkiewicza edukację podstawową odebrał w szkole ziemskiej, a następnie w czteroklasowym gimnazjum. Inne źródło podaje, że uczył się jedynie w szkole parafialnej. 
W wieku piętnastu lat podjął pracę pisarza w sądzie w Tarnogrodzie. Sześć lat później zmarł jego ojciec. Mimo faktu, że stał się w tym momencie jedynym żywicielem rodziny, jego matka zgodziła się na porzucenie przez niego pracy i podjęcie nauki w prawosławnym seminarium duchownym w Chełmie, by mógł zostać kapłanem.

### W monasterach w Jabłecznej, Moskwie i Suzdalu

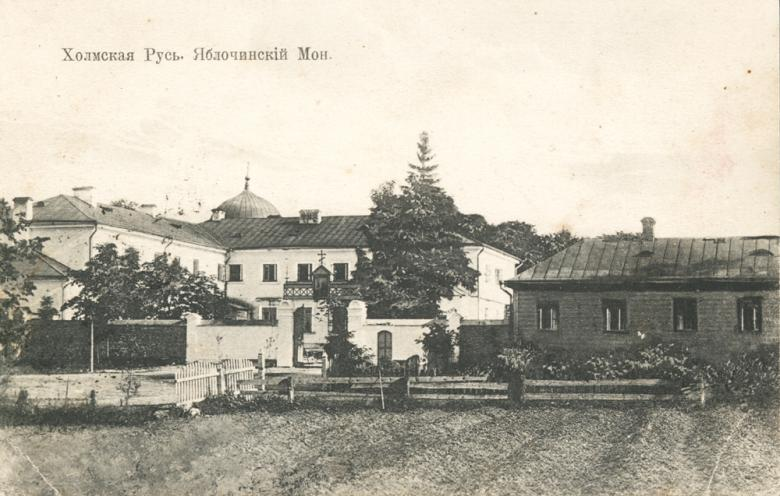
Widok monasteru św. Onufrego w Jabłecznej na pocz. XX wieku

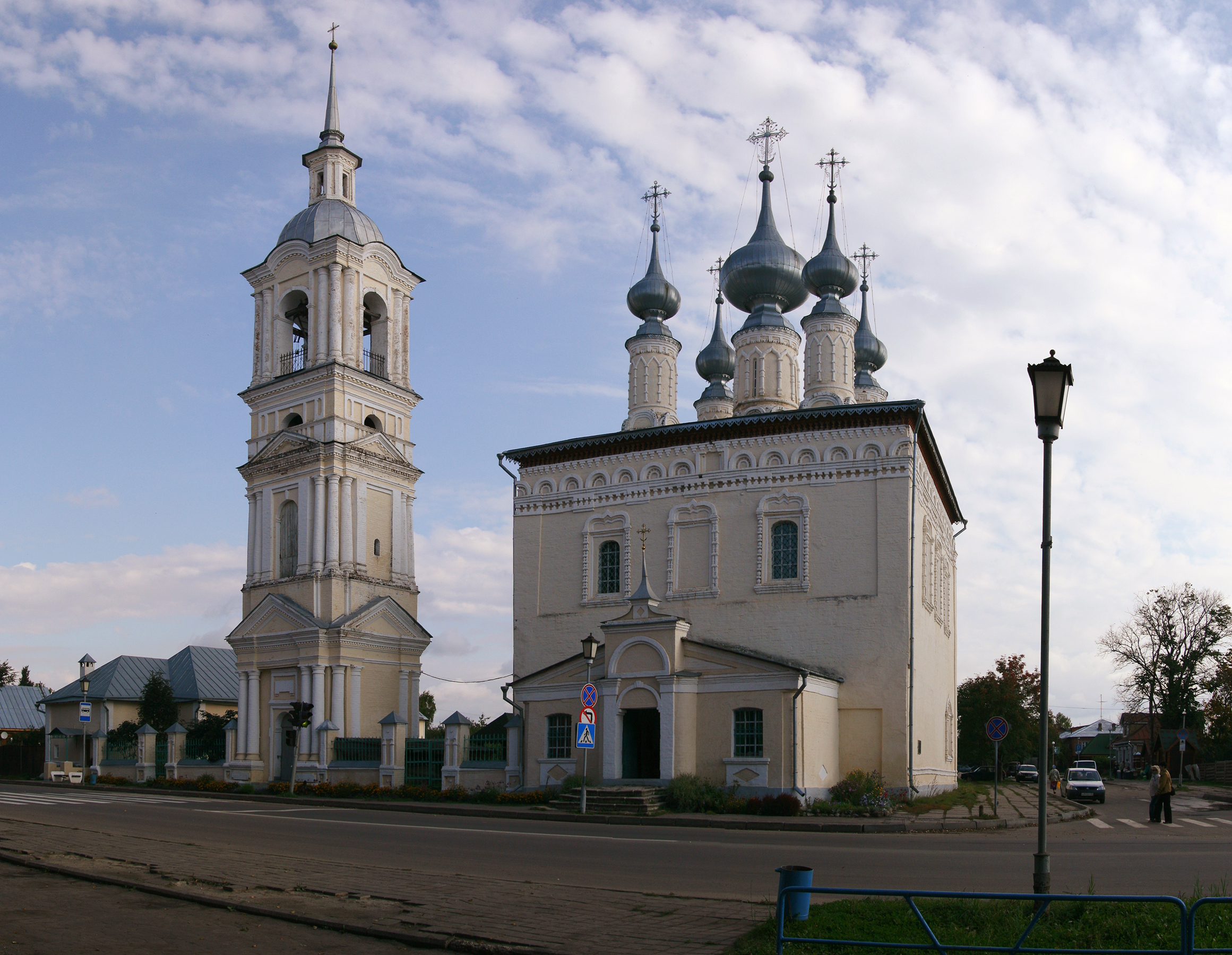
Cerkiew Smoleńskiej Ikony Matki Bożej w Suzdalu, w której archimandryta Leoncjusz służył po 1923

31 grudnia 1910 wstąpił jako posłusznik do monasteru św. Onufrego w Jabłecznej. W 1912, w Wielki Poniedziałek, złożył w tymże klasztorze wieczyste śluby mnisze przed przełożonym wspólnoty archimandrytą Serafinem i przyjął imię Leoncjusz na cześć św. Leoncjusza z Rostowa. W tym samym roku zmarła jego matka. Również w 1912, 29 października, biskup chełmski Eulogiusz udzielił mu święceń diakońskich. W roku następnym, 20 maja, nowy biskup chełmski Anastazy wyświęcił go na kapłana. Pobyt w klasztorze w Jabłecznej odegrał znaczną rolę w życiu przyszłego świętego, który przez całe życie uważał jego patrona, św. Onufrego za swojego szczególnego opiekuna.
W latach 1913–1915 był skarbnikiem monasteru. W 1915 razem ze wszystkimi mnichami uciekł przed zbliżającą się linią frontu do Moskwy, gdzie początkowo zamieszkał tymczasowo, a w 1916 został przyjęty na stałe do monasteru Objawienia Pańskiego. Według części źródeł podjął studia w Moskiewskiej Akademii Duchownej, jednak z powodu jej zamknięcia w 1919 nie uzyskał dyplomu. Inne źródło podaje, że Leoncjusz faktycznie podjął naukę w szkole duchownej, jednak była to najpierw niższa szkoła kształcąca kandydatów do kapłaństwa, a następnie seminarium duchowne w Moskwie. Nie ulega natomiast wątpliwości fakt, że edukację duchowny zakończył w 1919, gdy władze bolszewickie zamknęły moskiewskie szkoły teologiczne. W 1919 otrzymał godność igumena. Monaster Objawienia Pańskiego był już wtedy zarejestrowany jako komuna pracy, by uniknąć likwidacji, zaś igumen Leoncjusz pełnił funkcję przewodniczącego komitetu mieszkańców. 
W listopadzie 1922, na prośbę biskupa suzdalskiego Bazylego, igumen Leoncjusz został przeniesiony do monasteru Przemienienia Pańskiego i św. Eutymiusza w Suzdalu i już w tym samym roku objął obowiązki przełożonego blisko stuosobowej wspólnoty. Podjął starania na rzecz uporządkowania sytuacji finansowej podupadłego klasztoru, jak również na rzecz ponownego wprowadzenia w nim dyscypliny, w tym zgodnego z regułą rozkładu nabożeństw. Znalazł się z tego powodu w konflikcie ze wspólnotą; część mnichów sprzyjała ponadto Żywej Cerkwi. Igumen został przez nich kilkakrotnie pobity. W 1923 władze radzieckie ogłosiły likwidację monasteru. Leoncjusz (Stasiewicz) pozostał jednak w Suzdalu. W 1924 patriarcha moskiewski i całej Rusi Tichon nadał mu godność archimandryty. Początkowo był proboszczem parafii Smoleńskiej Ikony Matki Bożej w Suzdalu, następnie parafii św. Jana Teologa w tym samym mieście. W charakterze tym służył do 1930, ciesząc się znaczną popularnością i szacunkiem wiernych. W 1929 zaangażował się w protesty wiernych przeciwko decyzji o zamknięciu soboru w Suzdalu.

### Aresztowanie i pobyt w łagrze
W 1930 został aresztowany przez OGPU pod zarzutem prowadzenia kontrrewolucyjnej działalności antyradzieckiej. Bezpośrednią przyczyną zatrzymania było przekroczenie przepisów zabraniających cerkiewnego dzwonienia. Razem z nim uwięzionych zostało 31 innych duchownych i ludzi związanych z Cerkwią. Oskarżonym zarzucono w szczególności organizację koła „kobiet-fanatyczek”, w tym byłych mniszek, które z kolei zajmowało się zbiórką pieniędzy dla zesłanego biskupa Grzegorza (Kozyriewa) i wywołało „ekscesy” przy zamykaniu soboru w Suzdalu. Archimandryta miał również za pomocą cytatów z Pisma Świętego dowodzić rychłego upadku ZSRR. Duchowny nie przyznał się do winy i został skazany na trzy lata łagru w Komi. Pracował tam jako felczer towarzyszący brygadzie więźniów budujących drogę. 
Po odbyciu kary uzyskał zgodę biskupa juriew-polskiego Chryzanta na służbę duszpasterską we wsi Borodino. Jednak po roku działalności został aresztowany po raz drugi pod zarzutem prowadzenia agitacji religijnej wśród dzieci, przeciwstawiania się kolektywizacji oraz uczestnictwa w tajnej organizacji monarchistycznej. Duchowny przyznał się jedynie do wręczania dzieciom niewielkich prezentów (piór, ołówków), gdyż, jak twierdził, nie chciał, by dopuszczały się chuligańskich wybryków. 15 lutego 1936 został po raz drugi skazany na trzy lata łagru w Karagandzie, gdzie był pomocnikiem lekarza. W obozie wielokrotnie był szykanowany przez strażników za odmowę wyrzeczenia się wiary. 
W 1938 ihumen Leoncjusz został zwolniony z obozu i ponownie zamieszkał w Suzdalu. Nie objął jednak żadnej parafii. Jedynie nieregularnie wędrował po pobliskich wsiach i odprawiał nabożeństwa w prywatnych domach. Jego postawa wynikała prawdopodobnie z negatywnego stosunku do ustroju ZSRR.

### Działalność w Woroncowie i ponowne uwięzienie
W lipcu 1947 Leoncjusz (Stasiewicz) ponownie podjął służbę w strukturach Rosyjskiego Kościoła Prawosławnego. Decyzją biskupa iwanowskiego i kineszemskiego Michała objął parafię Trójcy Świętej w Woroncowie. Duchowny zorganizował remont cerkwi parafialnej mimo nałożenia na niego wysokiego podatku. Archimandryta prowadził ascetyczny tryb życia, odprawiając wszystkie nabożeństwa sprawowane w klasztorach, nauczał młodzież, wzywał parafian, by w dni świąteczne powstrzymywali się od pracy. Wierni uważali go za świętego starca. 
2 maja 1950 został aresztowany po raz trzeci. Tym razem postawiono mu zarzut rozpowszechniania treści antyradzieckich w kazaniach, w szczególności poprzez zapowiadanie rychłego końca świata, jak również interpretowania w duchu antypaństwowym treści Pisma Świętego. Nie przyznał się do winy. W tym samym roku został skazany na dziesięć lat łagru. Ponownie trafił do obozu w Komi, gdzie cieszył się powszechnym szacunkiem współwięźniów. Siłą swojej modlitwy miał uleczyć córkę naczelnika obozu (według niektórych źródeł dokonał egzorcyzmu). Dzięki temu uzyskał złagodzenie reżimu obozowego i zezwolenie na odprawienie Świętej Liturgii w dniu Paschy. 
Po kilku latach wyrok wydany w sprawie Leoncjusza (Stasiewicza) został zrewidowany. Sąd uznał, że duchowny dopuścił się jedynie okazjonalnych wypowiedzi o charakterze antyradzieckim i skrócił wymierzoną mu karę do pięciu lat. W rezultacie 30 kwietnia 1955 duchowny opuścił obóz. 

### Dalsza praca duszpasterska
20 lipca 1955 biskup iwanowski Benedykt skierował archimandrytę Leoncjusza do parafii św. Michała Archanioła w Michajłowskim. Kapłan natychmiast zdobył znaczny autorytet wśród wiernych. Uzyskał także zgodę na remont cerkwi parafialnej. W uznaniu sukcesów w pracy duszpasterskiej w 1960 został powołany przez biskupa Hilariona do rady eparchialnej i mianowany spowiednikiem duchowieństwa eparchii. Również w 1960 patriarcha moskiewski i całej Rusi uhonorował duchownego prawem odprawiania Świętej Liturgii przy otwartych królewskich wrotach do Pieśni Cherubinów. Jednak już w roku następnym, na skutek fałszywego oskarżenia ze strony duchownego-brata biskupa, kapłan został przez hierarchę suspendowany, a po miesiącu skierowany do ubogiej parafii w Jełchowce. W 1963, na skutek licznych próśb parafian z Michajłowskiego, nowy biskup iwanowski Leonid ponownie skierował archimandrytę do tejże miejscowości.
Podeszły wiek i choroba sprawiły, że w momencie powrotu do Michajłowskiego archimandryta Leoncjusz nie był już w stanie codziennie odprawiać Świętej Liturgii. Przyjmował jednak wiernych w swoim domu, spowiadając, udzielając duchowych rad i pouczeń. Prowadził skromny tryb życia, nie przyjmował ofiar pieniężnych, przeznaczając wszystkie dary wiernych na utrzymanie świątyni. W 1969 został nagrodzony przez patriarchę Aleksego I prawem noszenia drugiego krzyża z ozdobami. 
7 lutego 1972 odsłużył Świętą Liturgię (ostatnią w życiu), następnego dnia nagle zachorował i zmarł 9 lutego w domu parafialnym, w obecności chóru cerkiewnego, który śpiewał dla niego pieśni liturgiczne. Pogrzebowi duchownego przewodniczył archimandryta Ambroży (Szczurow). Zgodnie z wyrażanym wcześniej życzeniem został pochowany na cmentarzu w Michajłowskim. 
W 1989 archimandryta Leoncjusz został całkowicie zrehabilitowany. 

## Kult

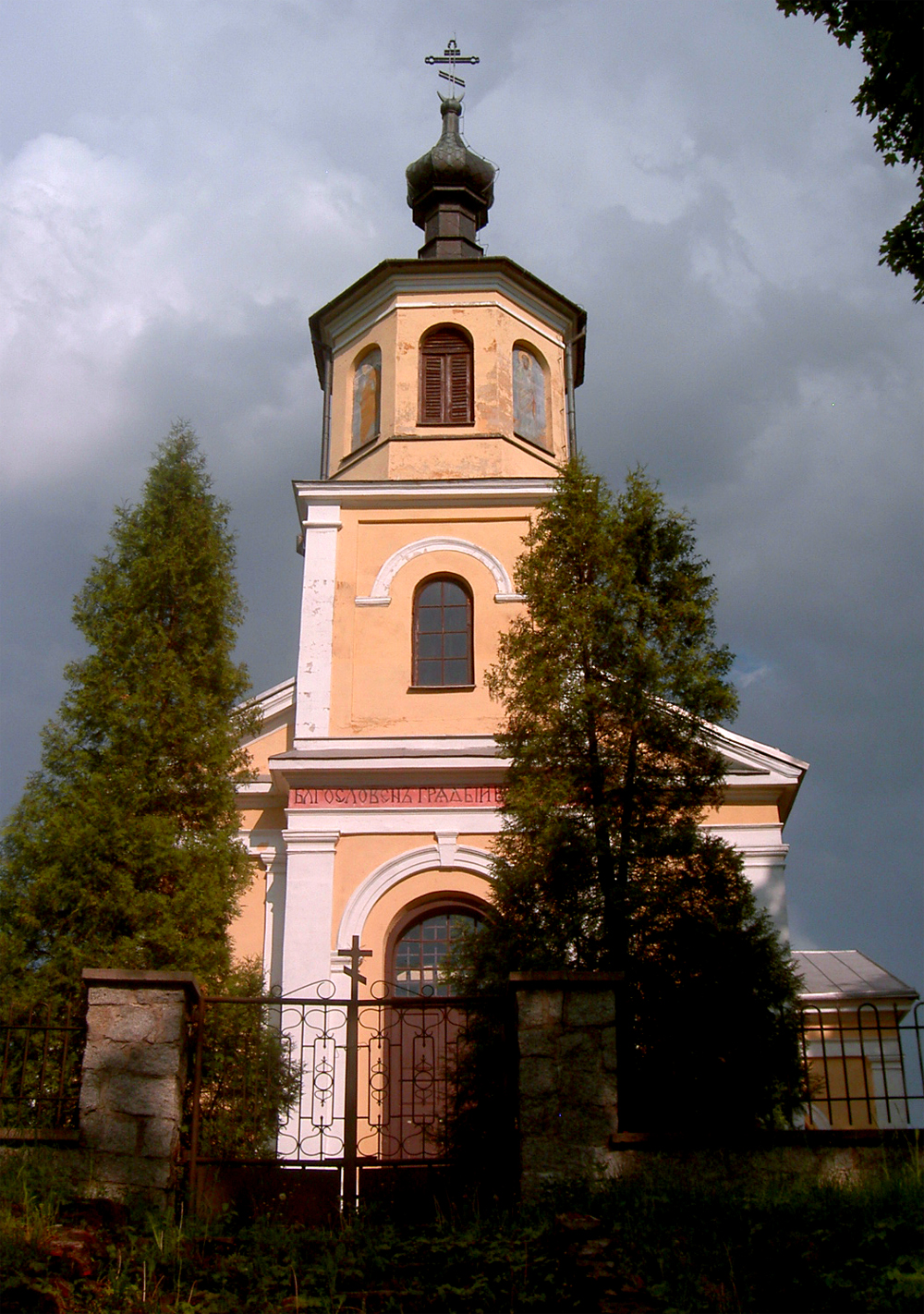
Cerkiew Świętej Trójcy w Tarnogrodzie jest głównym ośrodkiem kultu św. Leoncjusza w PAKP

Leoncjusz (Stasiewicz) był uważany za świętego jeszcze za życia. Jego nieformalny kult rozwinął się natychmiast po jego śmierci. W pobliżu jego grobu wybiło źródło, uznawane przez prawosławnych za obdarzone mocą leczenia chorób. Cerkiew uznaje również, że na grobie duchownego dochodziło do cudów. 
W 1999 archimandryta Leoncjusz został przez biskupa iwanowskiego Ambrożego ogłoszony świętym czczonym lokalnie w eparchii iwanowo-wozniesieńskiej i kineszemskiej Rosyjskiego Kościoła Prawosławnego. W roku następnym Sobór Biskupów Patriarchatu Moskiewskiego zaliczył go do Soboru Świętych Nowomęczenników i Wyznawców Rosyjskich z tytułem świętego mnicha wyznawcy. Cerkiew przypisuje mu dary uzdrawiania siłą modlitwy i widzenia przyszłości, w tym przewidzenia trzęsienia ziemi w Taszkencie, śmierci patriarchy Aleksego I, upadku komunizmu, odnalezienia relikwii św. Serafina z Sarowa, jak również momentu własnej śmierci. W Kościele Rosyjskim św. Leoncjusz otrzymał przydomek Michajłowski. Relikwie duchownego wystawione są dla kultu w cerkwi św. Michała Archanioła w Michajłowskim. 

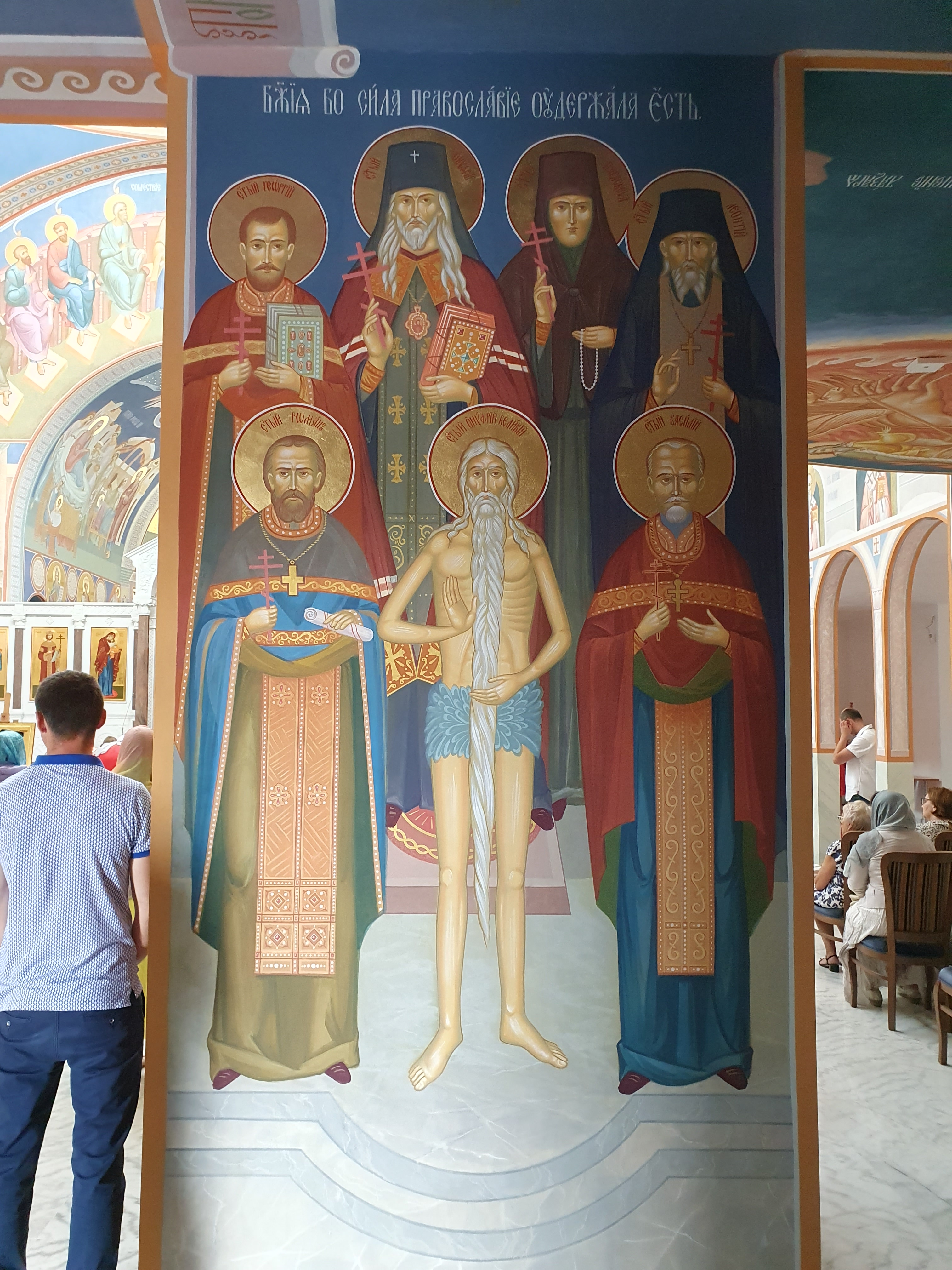
Polichromia w cerkwi św. Sofii Mądrości Bożej w Warszawie przedstawiająca św. Leoncjusza (prawy górny róg)

Kult archimandryty Leoncjusza funkcjonuje również w Polskim Autokefalicznym Kościele Prawosławnym. Od 2008 w cerkwi Świętej Trójcy w Tarnogrodzie wystawiona jest jego ikona z cząsteczką relikwii. W 2010 arcybiskup lubelski i chełmski Abel ustanowił ku jego czci lokalne, obchodzone w Tarnogrodzie święto w dniu 11 listopada. W PAKP święty czczony jest jako święty Leoncjusz z Tarnogrodu.